# Krupscy herbu Korczak
Krupscy

Herb Korczak

(pol. „Krupski”, ros. „Крупский”, ukr. „Крупський”, lit. „Krupskis”) – polski ród szlachecki (szlachta odwieczna herbu Korczak), pieczętujący się herbem Korczak.

## Pochodzenie nazwiska
Nazwisko powstało w XIV wieku; pochodzi od dodania przyrostka do imion dostojników, którzy dziedziczyli rodowe gniazdo, co było powszechną praktyką dla całej szlachty w Europie. Dwór Krupe, siedziba założycieli rodu Krupskich, według dokumentalnych tekstów łacińskich i polskich notowany był też „de Krupe” albo „de Crupe” (np. do XV wieku „Johannis de Crupe”). W XV wieku pod wpływem kultury słowiańskiej w tekstach polskich dominuje nowoczesna forma nazwiska „Krupski”. Po polsku, Iwan Krupski – „Jan Krupski” (Krupskij). Tekst łaciński z 1534 r. zawiera – „generosus Hieronimus Crupsky” (akt ziemski dla Hieronima Krupskiego), w 1550 r. – „Crupski” (akt ukończenia Akademii Krakowskiej dla Krupskiego Walerego). W starych tekstach białoruskich i rosyjskich do XIX wieku – znajdujemy „Крупскій (Крупскі)” albo „Крупский”.

## Historia rodu
W rękopisie Jana Długosza (1415–1480) znajduje się opis herbu Korczak: przodków Krupskich herbu Korczak – Korczak (łac. Corczakowye), pochodzenia rusińskiego (łac. Genus Ruthenicum). Pierwszym znanym przodkiem herbu Korczak – Jerzy Krupski (1472–1548) był Rusin, dyplomata, i przywódca, właściciel nieruchomości Krupe w Czerwonej Rusi na Chełmszczyźnie (obecnie wieś Krupe, gmina Krasnystaw), gdzie założył zamek w 1492 r.

## Herby rodowe
- herb Korczak
- herb Lew II
- herb Lewart
- herb Szeliga
- herb Kopacz

### Identyfikacja
Posługiwanie się herbem stanowi metryczną więź potomka z tym przodkiem (przedstawicielem rodu), który w przeszłości miał udokumentowane uznanie (zgodnie z ogólnie przyjętymi regułami w genealogii i heraldyce). Wszyscy potomkowie rodu Krupskich, o których mowa tworzą „Dom Krupski”.

## Rodowe nieruchomości
- Nowosiołki powiatu igumienskiego województwa mińskiego Imperium Rosyjskiego[11];
- Kawierliany województwa mińskiego Wielkiego Księstwa Litewskiego (do 1742 r.)[12];
- Krupe, Orchowo, Strzelce, Dubna (obecnie Dubienka)[13], Gać (Gaci), Białobożnica, Jastrabli, Kisielina, Osówki, Łychanowki, Uściług, Ludzin, Ometyniec, Uświacie, Uzbłocia, Krupie Krupienina, Czaszyc, Krup Szylowicz, Pilonek, Białynicz, Babnina, Chizy i inne.

### Kościoły założone przez ród
- Krupski Jerzy i Krystyna – w roku 1507 założyli barokowy katolicki parafialny kościół „Św. Jana Jałmużnika” (Sanktuarium „Matki Bożej Pocieszenia”) w Orchówku (koło Włodawy), również fundatorem klasztoru była Zofia z Krupskich h. Korczak Iwicka h. Kuszaba i jej mąż, Mikołaj Iwicki, o czym informuje tablica w kościele, w 1610 roku. Obecnie należy ona do zakonu braci mniejszych kapucynów. Był to pierwotnie kościół augustianów.
- Krupski Stanisław – w 1727 roku: katolicki klasztor z kościołem zakonu dominikanów w Grodnie (finansowany w kwocie 1283 złotych i 10 groszy według aktu 6986) itd.

## Ród w czasach Wielkiego Księstwa Litewskiego i Rzeczypospolitej

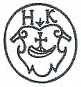
Оdbitka pieczątki pana wołyńskiego Hieronima Krupskiego 1576 r.

Ród Krupskich został dodany do Herbarza Rzeczypospolitej po Unii Wielkiego Księstwa Litewskiego z Polską w 1413 r.
W Rejestrze Wojska Zaporoskiego 16 października 1649 za króla Jana II Kazimierza i szlacheckiego hetmana Bohdana Chmielnickiego do szlachty kozackiej zapisano następujących członków rodu:
- Krupski Oleksy[15] (Kropiwnianski pułk);
- Krupski Wasyl[16] (Kaniowski pułk) w kompanii z Bohunem Iwanem;
- Krupski Leonty[17] (pułk Nowickiego) chorąży za szlachcica hetmana Iwana Mazepy (1697)

## Ród w czasach Imperium Rosyjskiego

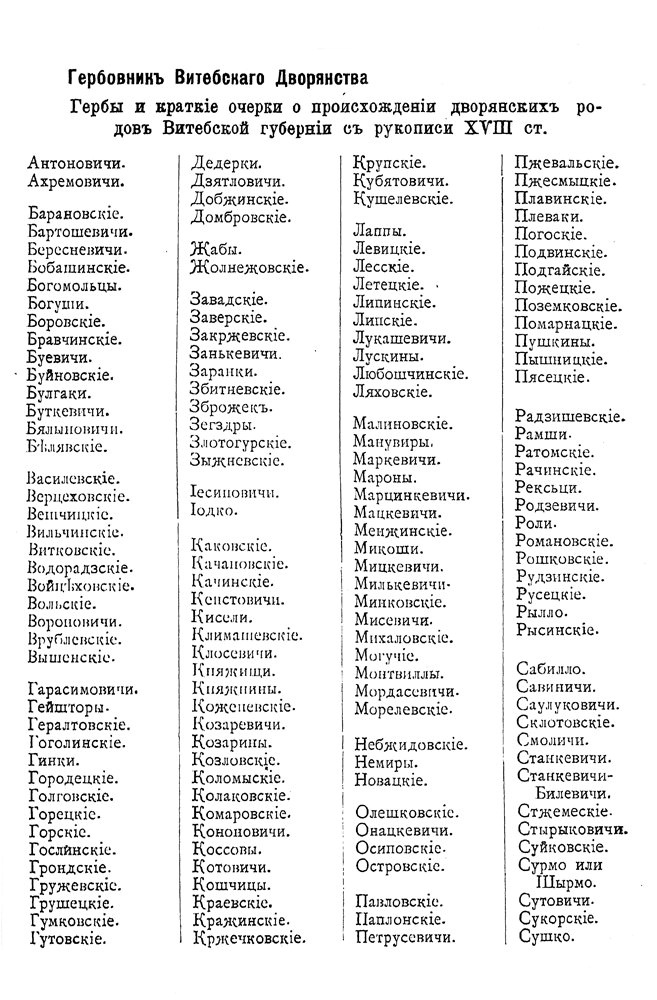
Krupscy na liście szlachty guberni witebskiej XVIII wieku

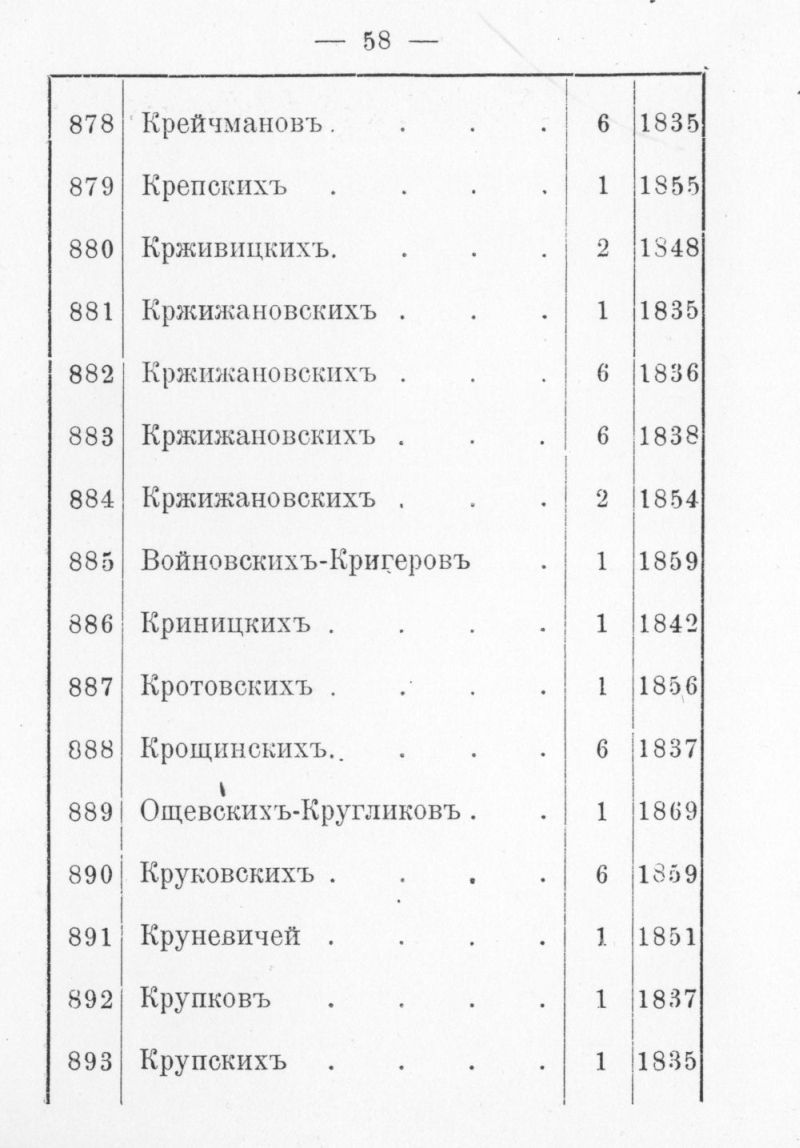
Krupscy na liście szlachty guberni mińskiej 1903 r.

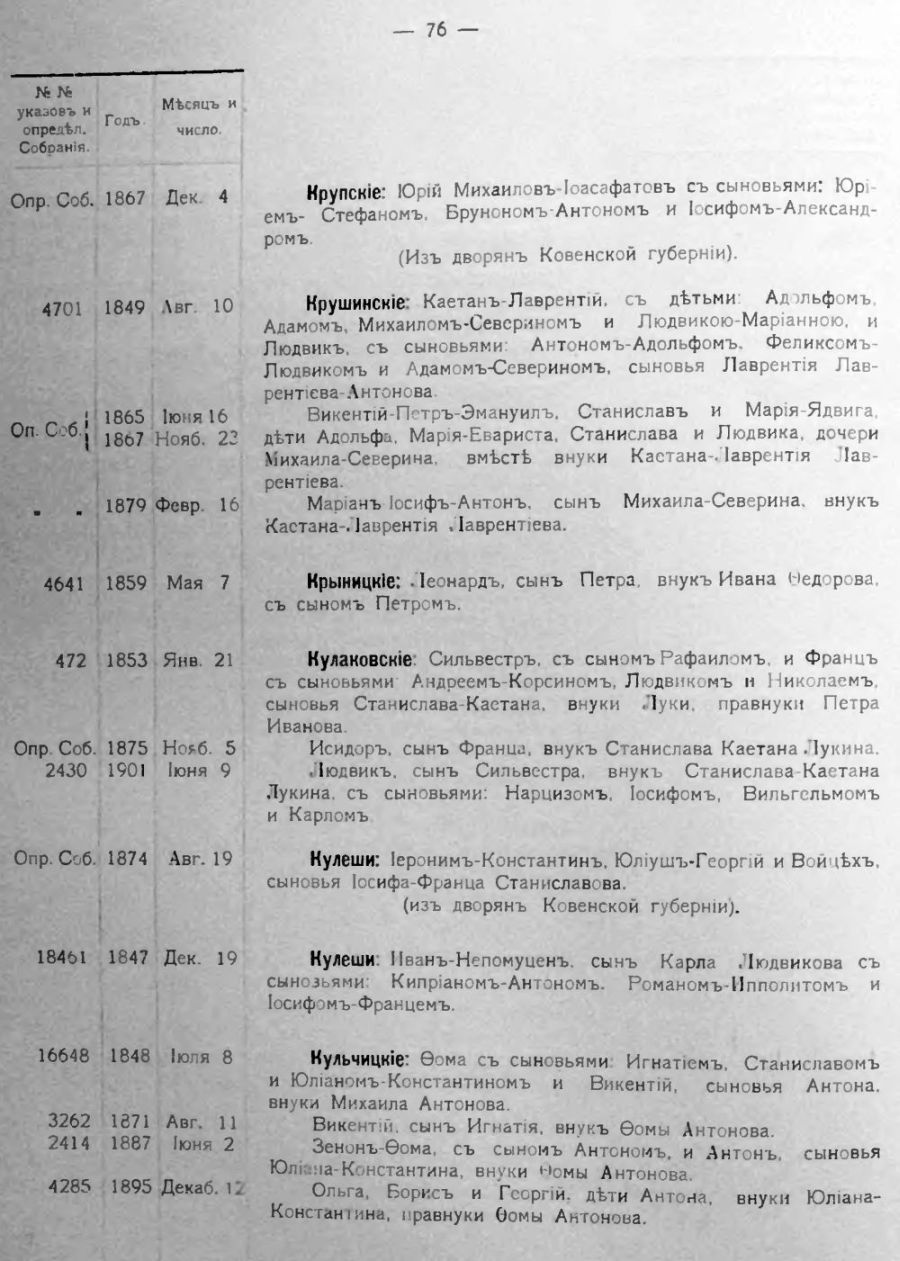
Krupscy na liście szlachty guberni wołyńskiej 1906 r.

Wprowadzeni w rosyjskie dworiaństwo w guberni mohylewskiej 16 marca 1799 r. i 12 listopada 1811 r. jako „szlachetny, starożytny ród”, z wprowadzeniem w 6 część Dworzańskiej Rodowodowej Księgi. Inne gałęzie drzewa genealogicznego zostały wprowadzone do Dworiańskiej Księgi Rodowodowej w guberniach mińskiej, witebskiej, wileńskiej, kowieńskiej, wołyńskiej, podolskiej, kijowskiej. Ród istniał także w Imperium Austro-Węgier.

### Wyznanie
Ród Krupskich był greckokatolicki (Unici), rzymskokatolicki i prawosławny. W Imperium Rosyjskim po represjach wiary unickiej, niektórzy przeszli na prawosławie (Christifideles laici). Niektórzy jednak potomkowie rodu do dziś pozostali katolikami, choć pod wpływem protestantyzmu i ateizmu w ostatnim czasie niektórzy przeszli na protestantyzm lub nie praktykują chrześcijaństwa.

## Ród w czasach ZSRR
- 765 osób o nazwisku „Krupski” i 7 osób o nazwisku „Krupska” zginęło na służbie wojskowej w czasie II wojny światowej (1939–1945)[29];
- 70 osób o nazwisku „Krupski” i 20 osób o nazwisku „Krupska” było represjonowanych przez reżim komunistyczny[29], i zrehabilitowanych (pośmiertnie)[30], i rehabilitacji (pośmiertnie)[31];
- Roman Krupski – polski oficer, represjonowany przez NKWD w Katyniu (marzec-maj 1940).

## Formy nazwiska
W formie męskiej w języku białoruskim – „Крупскі”, w języku polskim – „Krupski”, w języku rosyjskim – „Крупский”, w języku ukraińskim – „Крупський”. W formie żeńskiej – na końcu nazwiska jest „-a” (na przykład „Krupska”). Podczas gdy w krajach anglojęzycznych (na emigracji) nazwisko nie jest odmieniane w żeńskiej formie i pisze się je tak samo dla kobiet i mężczyzn – „Krupski”.

## Geografia

### Aktualnie żyjący przedstawiciele rodu (ponad 2000 potomków)
najliczniej występują na Białorusi, Ukrainie, Rosji, Polsce, Litwie; w mniejszości na uchodźstwie – na Łotwie, Estonii, Wielkiej Brytanii, Irlandii, Niemczech, Szwecji, Szwajcarii, Francji, Włoszech, USA (pierwszy imigrant Krupski z Europy w 1880 r.), Kanadzie, Australii, Mołdawii, Tadżykistanie, Uzbekistanie, Kazachstanie, Gruzji, Izraelu, RPA.

### Toponimyzwiązane z nazwiskiem Krupski
- Krupski – rejon, obwód Miński Białoruś.
- Ostrów Krupski – wieś w Polsce położona w województwie lubelskim, w powiecie krasnostawskim, w gminie Krasnystaw.
- Krupski Młyn – wieś w Polsce w województwie śląskim, w powiecie tarnogórskim, w gminie Krupski Młyn, siedziba gminy Krupski Młyn.
- Gmina Krupski Młyn – gmina wiejska w Polsce w województwie śląskim, w powiecie tarnogórskim.
- Wyspa Krupskiej – wyspa archipelagu Ziemi Północnej na Oceanie Arktycznym.
- Krupska< – kozacka wieś w Krasnodarskim Kraju w Rosji.
- Krupski– chutor Rejonu Gulkiewiczeskiego (osada wiejska „Wency-Zaria”) w Krasnodarskim Kraju w Rosji.
- Krupski – chutor Rejonu Salskiego (osada wiejska „Sandatowskie) w Obwodzie Rostowskim w Rosji.
- Krupskie – wieś Rejonu Nagajbakskiego, Obwód Czelabiński w Rosji (kod pocztowy 457660).
- Krupskie – wieś Rejonu Nowomirgorodskiego, Obwód Kirowogradski na Ukrainie.
- Krupskie – wioska Rejonu Kirowogradskiego, Obód Kirowogradski na Ukrainie.
- Krupskie – wieś Rejonu Malinskiego, Obwód Żytomierski na Ukrainie.
- Krupskie – wieś Rejonu Konotopskiego, Obwód Sumski na Ukrainie.
- Krupskie – wieś Rejonu Głobińskiego, Obwód Połtawski na Ukrainie (zniesiony w 1990).
- Krupskie – wieś Rejonu Nikołajewskiego, Obwód Lwowski na Ukrainie (kod pocztowy 81636).
- Krupskie – wieś Rejonu Zołotonoszskiego, Obwód Czerkaski na Ukrainie (kod pocztowy 19760).
- Krupska – dworzec kolejowy Kolei Krasnojarskiej w Rejonie Minusińskim, Krasnojarski Kraj, Rosja i t.d.

## Znani przedstawiciele rodu
- Jerzy Krupski (1472-1548)
- Jan Krupski
- Hieronim Krupski
- Krzysztof Krupski (ur. ok. 1520-1566)
- Janusz Krupski (zm. ok. 1571)
- Andrzej Kurbski (1528-1583) w Wielkim Księstwie Litewskim był odnotowany w dokumentach pod nazwiskiem Krupski herbu Lewart.
- Jan Stanisław Krupski
- Nadieżda Krupska (1869-1939) – rosyjska rewolucjonistka, żona Włodzimierza Lenina
- Antoni Krupski (1889-1948)
- Mikołaj Krupski (ur. 1919)
- Janusz Krupski (1951-2010)
- Jarosław Krupski (ur. 1969)
- Beata Krupska, Beata Krupska-Tyszkiewicz (nar. 1970)
- Krupska Zofia[33] – szlachcianka Łuckiego zamku (1528) r., a jej siostra Katarzyna Krupska żona księcia Bogdana Tura z rodu Świrskich (1512);
- Krupski Joachim-Stefan[34] (województwo Witebskie) – elektor króla Władysława IV w latach 1595–1648;
- Krupski Krzysztof[35] (województwo Ruskie) – elektor króla Władysława IV w latach 1595–1648;
- Krupski Andrzej[36] (z ziemi chełmskiej) – elektor króla Michała Korybuta w 1669–1673 r.;
- Krupski Bernard[37] – mnich franciszkański, ksiądz katolicki, teolog, autor książki (w języku polskim) „Objawienie Niebieskich Tajemnic świętej Brigitty” wydanej 1698 r. w Zamościu;
- Krupski Stanisław-Jozafat[38] – wójt grodnienski, podczaszy starodubski w latach 1727–1730;
- Krupski Jan[39] – czaśnik oszmianski (1763);
- Krupski Andrzej[40] – greckokatolicki misjonarz z Zakonu Braci św. Bazylia Wielkiego, otrzymał Gramotu do doręczeń w Wielkim Księstwie Litewskim (obecnie – Białoruś), 13 maja 1786 r. od biskupa lwówskiego, galicyjskiego i kamienieckiego Petra Bielianskiego (obecnie – Ukraina);
- Krupski Michał[39] – sędzia w Mińsku 1817 r.;
- Krupski Bonifacy Urbanowicz[41] – rosyjski dworzanin, Polak, katolik, członek polskiego powstania w 1863 roku przeciwko Imperium Rosyjskiemu o przywrócenie Rzeczypospolitej w granice 1772 roku;
- Krupski Kirył Kiryłowicz[42] – kapelan wojskowy, kapłan Rosyjskiego Kościoła Prawosławnego 24 Lutego 1842 r., jednej z najstarszych pisarzy Departamentu Wojskowego Imperium Rosyjskiego, ukończył 1837 r. Petersburską Akademię Teologiczną i stał się pierwszym mistrzem nauki filozofii na tej samej uczelni 1 września 1837 r., od ponad pięćdziesięciu lat na stanowisku nauczyciela prawa Bożego dla kadetów kawalerii Nicholas Akademię Sztabu Generalnego (później – Nikołajew Szkoły Kawalerii) i Szkoła Straży chorągwi (8 maja 1896 g.sm.);
- Krupski N.J.[43] – Diecezjalny Obserwant parafii i szkół ratyfikacii Dońskich Kozaków, Konsystorzii w Rosyjskim Prawosławnym Kościołie w m. Nowoczerkask, sekretarz kolegialny (1901–1903);
- Kawalery Orderu St. George w wojnie rosyjsko-japońskiej w latach 1904–1905. (Dla chrześcijan): Krupski Alexander (№ 3669 2 st., № 16976 3 st., № 115932 4 st.); Krupski Benedykt (№ 107435 4 st.); Krupski Vaclav (№ 133465 4 st.); Krupski Max (№ 159066 4 st.); Krupski Thomas (№ 100881 4 st.)[44];
- Bohater Związku Radzieckiego, Krupski Paweł Filipowicz (18.2.1924-4.11.1943)[45];
- Bohater Związku Radzieckiego (№ 897), Krupski Wiktor Józefowicz (21.12.1921–2000), pilot myśliwca[46], pułkownik Sił Powietrznych ZSRR[47], został wybrany do Rady Najwyższej RFSRR[48];
- inżynier-kontradmirał[49] marynarki radzieckiej Krupski Michaił Aleksandrowicz[50] (1902–1975);
- Odkrywca złóż złota, kierownik Kopalni Salairskiej w Ałtaju Krupski Andrzej Antonowicz[51] (1854–1895);
- naukowiec chemik-technolog, profesor, wynalazca, Radny państwa, autor publikacji naukowych Krupski Aleksander Kiryłowicz (1845–1911)[52];
- Krupski – jeden z przywódców antybolszewickiego powstania w listopadzie 1918 roku w powiecie weliżskim Regionu Zachodniego;
- Krupski Czesław – wojewoda nowogródzki w czasach II Rzeczpospolita (czerwiec 1921 – październik 1921);
- Zawodnik ZSRR, Krupski Alexander Konstantynowicz.

Karol Józef Teofil Estreicher (ur. 22.10.1827 w Krakowie, zm. 30.09.1908 r. tamże), historyk, krytyk literacki i teatralny, bibliograf, wieloletni dyrektor Biblioteki Jagiellońskiej, nazywany „ojcem literatury polskiej” posługiwał się pseudonimem J. Krupski.